# Ulrich Haberland
Ulrich Haberland, född 6 december 1900 i Sollstedt, död 10 september 1961 i Leverkusen, var en tysk kemist och chef för Bayer AG.
Ulrich Haberland växte upp i Halle. Han studerade naturvetenskap med kemi som huvudämne. 1934 promoverade Haberland och började arbeta hos Meyer & Riemann i Hannover. 1928 gick han till IG Farbens fabrik i Uerdingen (där Bayer AG ingick) där han 1938 utsågs till fabrikschef. 1943 blev han ledare för fabriken i Leverkusen. Efter andra världskriget spelade han en avgörande roll i återuppbyggande av Bayer AG och företagets återgrundande 1951. Han tryckte också på vad gällde företagets forskning och utveckling av nya produkter vilket ledde företaget till framgång. 1953 blev Haberland hedersprofessor vid Bonns universitet och 1960 vid Kölns universitet. 1961 avled Haberland av en hjärtattack. Bayer 04 Leverkusens stadion, Ulrich-Haberland-Stadion (idag BayArena) fick sitt namn vid invigningen 1956 efter Haberland. 